# Barta János (irodalomtörténész)
Barta János (Szentes, 1901. augusztus 9. – Debrecen, 1988. április 18.) magyar irodalomtörténész, egyetemi tanár, a Magyar Tudományos Akadémia levelező (1967), majd rendes (1982) tagja.

## Életpályája
Szülei: Barta Eduárd és Sípos Anna voltak.
A szentesi gimnázium után egyetemi tanulmányait a Pázmány Péter Tudományegyetemen végezte, szentesi tudós tanára, Molecz Béla ajánlására Eötvös-kollégistaként magyar-német szakon Horváth János tanítványaként. 1923-ban tanári oklevelet szerzett. Az 1920-as évek második felében a berlini Collegium Hungaricum tagja volt. 1942-ben egyetemi magántanár lett. 1950-ben docens lett a budapesti egyetemen. 1951 őszén megbízták a Kossuth Lajos Tudományegyetem II. számú magyar irodalomtörténeti tanszékének vezetésével professzori rangban. 1952-ben Debrecenbe költözött, az egyetemen a 19. század második fele magyar irodalmának előadója volt. Itt tudományos iskolát is teremtett. 1956-ban a Kossuth Lajos Tudományegyetem rektora lett, majd a Magyar Irodalomtörténeti Intézet igazgatója volt. 1967-től a Magyar Tudományos Akadémia levelező, majd 1982-től rendes tagja volt.

## Munkássága
Főleg Arany János, Madách Imre, Jókai Mór, Kemény Zsigmond, Vajda János életpályájáról írt sokat, de Kosztolányi Dezsőről, Babits Mihályról, Ady Endréről, Móricz Zsigmondról éppúgy figyelemre méltót írt, mint a reformkor híres embereiről.
A romantikus Vörösmarty címet viselő tanulmánya 1937-ben megjelent a Nyugatban; ezen kívül az Irodalomtörténet hasábjain jelentek meg írásai.
Klaniczay Tiborral szerkesztette a Magyar irodalmi szöveggyűjtemény I–II. kötetét, vele magyar irodalmi tankönyvet is írt (1950). 1969-től Vajda János összes művének kritikai kiadását is szerkesztette. A Nemzetközi Lenau Társulat tudományos tanácsának tagja volt.

## Művei
- Madách Imre (1942)
- Arany János (1953)
- Jókai és a művészi igazság (1954)
- Mikszáth (Kálmán) problémák (1961)
- Élmény és forma (tanulmány, 1965)
- Költők és írók (tanulmány, 1966)
- Esztétikai és irodalmi tanulmányok (tanulmányok, 1976)
- Évfordulók (tanulmányok, megemlékezések, 1981)
- A pálya végén (tanulmányok, 1987)
- Ma, tegnap, tegnapelőtt (tanulmányok, Imre Lászlóval, 1990)
- Arany János és kortársai 1-2.; vál., sajtó alá rend. Imre László; Kossuth Egyetemi Kiadó, Debrecen, 2003 (Csokonai könyvtár, 27.)
- Magánélet és remekmű. Madách-tanulmányok; utószó Beke Albert; Mundus, Bp., 2003 (Mundus – új irodalom, 34.)
- Kloss Andor: Az útkeresés évei. Levelezés Barta Jánossal; Axel Springer, Bp., 2011